# Oenas
Oenas là một chi bọ ban miêu liên quan đến loài nổi tiếng Lytta vesicatoria. Chi này phân bố Địa Trung Hải với phạm vi phân bố tư phân bố từ Maroc & Tây Ban Nha, phía đông đến Kavkaz, Palestine & Iran).

## Hình ảnh

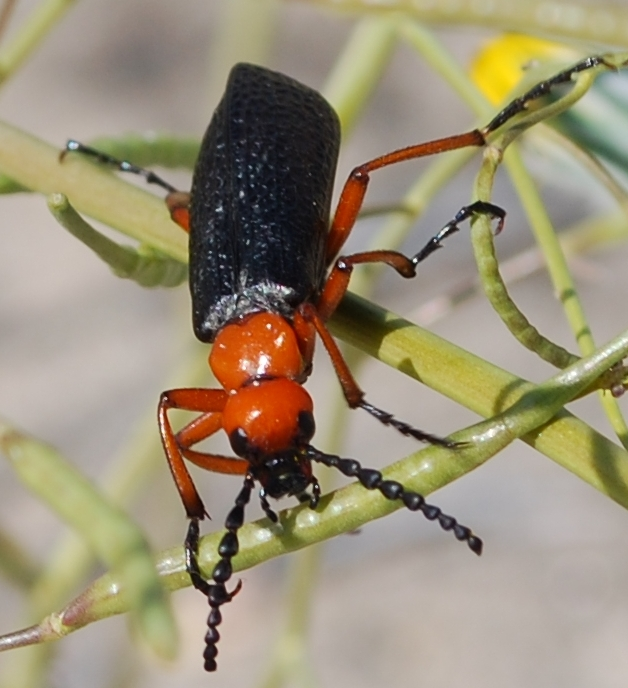
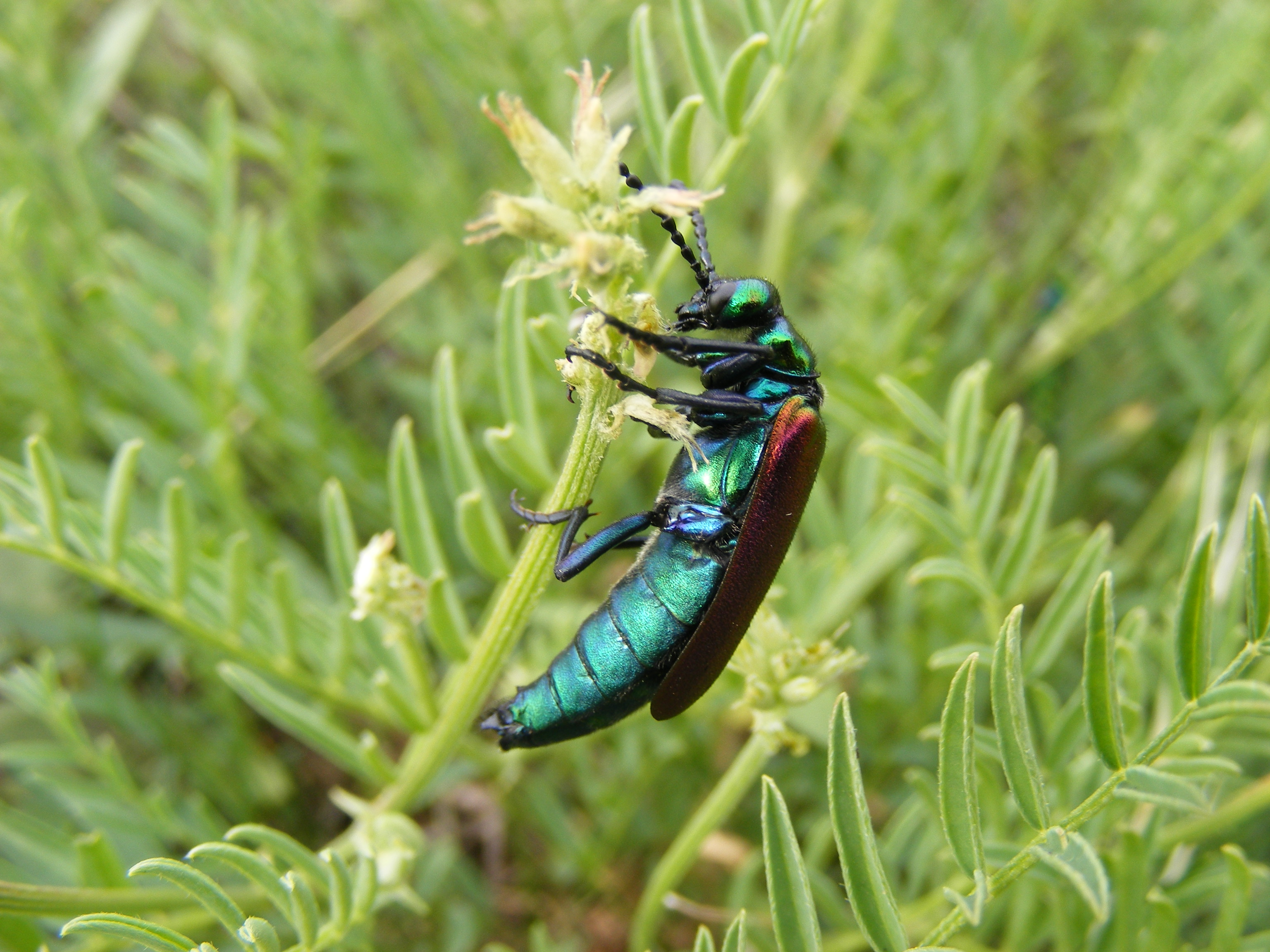
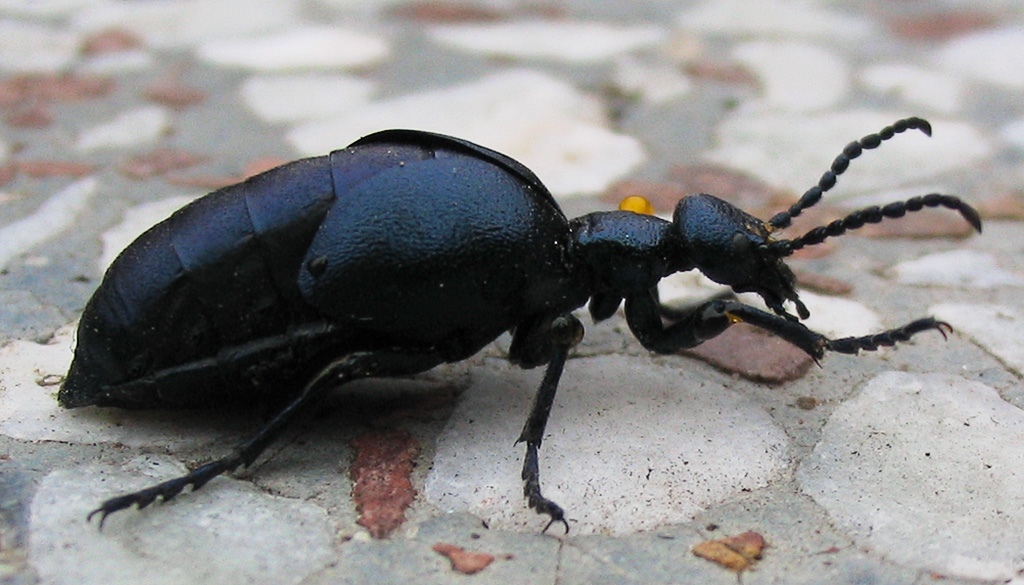
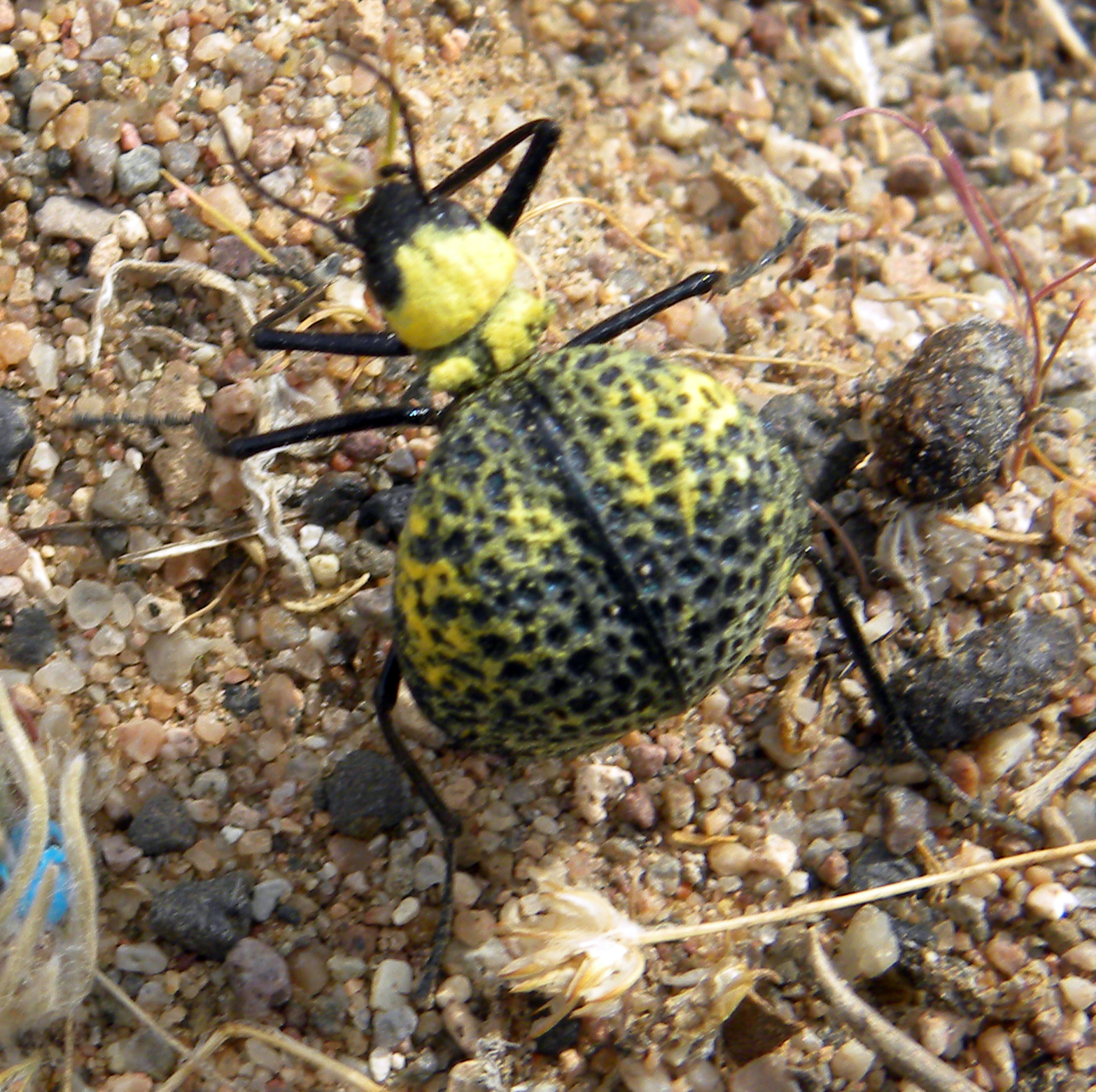